# Perry Heights (Ohio)
Perry Heights es un lugar designado por el censo ubicado en el condado de Stark en el estado estadounidense de Ohio. En el Censo de 2010 tenía una población de 8441 habitantes y una densidad poblacional de 1.122,28 personas por km².

## Geografía
Perry Heights se encuentra ubicado en las coordenadas 40°47′55″N 81°28′8″O / 40.79861, -81.46889. Según la Oficina del Censo de los Estados Unidos, Perry Heights tiene una superficie total de 7.52 km², de la cual 7.42 km² corresponden a tierra firme y (1.41%) 0.11 km² es agua.

## Demografía
Según el censo de 2010, había 8441 personas residiendo en Perry Heights. La densidad de población era de 1.122,28 hab./km². De los 8441 habitantes, Perry Heights estaba compuesto por el 93.61% blancos, el 2.91% eran afroamericanos, el 0.14% eran amerindios, el 0.51% eran asiáticos, el 0% eran isleños del Pacífico, el 0.97% eran de otras razas y el 1.85% pertenecían a dos o más razas. Del total de la población el 2.18% eran hispanos o latinos de cualquier raza.